# Pentagon
Pentagon (z ang. „pięciokąt”) – siedziba Departamentu Obrony Stanów Zjednoczonych, stąd też „Pentagonem” jest często określany sam Departament Obrony.
Zbudowany w pierwszych latach II wojny światowej, budynek otwarto 15 stycznia 1943. Jest to największy pod względem kubatury i liczby pomieszczeń budynek biurowy na świecie, niebędący wieżowcem. Stoi w Arlington w stanie Wirginia. Po drugiej stronie rzeki Potomak znajduje się główna dzielnica rządowa Waszyngtonu. W budynku pracuje 23 tysiące pracowników wojskowych i cywilnych oraz 3 tysiące personelu pomocniczego. Budynek ma 5 pięter, a każde piętro ma pięć korytarzy okrążających cały budynek. 
Centralny dziedziniec budynku liczący 5 akrów (20 000 m²) jest największym w siłach zbrojnych USA otwartym terenem, gdzie obowiązuje zakaz salutowania i noszenia na głowie czapek wojskowych. Normalnie w Siłach Zbrojnych USA istnieje obowiązek noszenia czapek i salutowania na terenach otwartych. Dziedziniec ten jest też często nazywany ground 0, która to nazwa pochodzi z czasów zimnej wojny, gdyż był to najbardziej oczywisty cel ataku radzieckiej rakiety balistycznej z głowicą atomową. Na samym środku dziedzińca znajdowała się kawiarnia i bar przekąskowy o nazwie Ground Zero Cafe, zastąpiona w 2008 roku przez The Center Courtyard Cafe.
Na południe od Pentagonu znajdują się Pentagon City i Crystal City, dwie luksusowe dzielnice mieszkaniowo-handlowe. Arlington National Cemetery znajduje się na północ od budynku. Przy jednym z wejść do budynku znajduje się stacja „Pentagon” metra waszyngtońskiego, łączącego jego niebieską i żółtą linię.

## Historia

### Konstrukcja
Przed budową Pentagonu Departament Wojny Stanów Zjednoczonych (obecnie Departament Obrony) znajdował się w kilkunastu „tymczasowych” budynkach wybudowanych w czasie I wojny światowej znajdujących się na terenie obecnego parku National Mall w Waszyngtonie. Budowa Pentagonu rozpoczęła się 11 września 1941, trwała 16 miesięcy i kosztowała 83 miliony ówczesnych USD (około 1,2 mld dolarów – według wskaźnika cen towarów i usług konsumpcyjnych w roku 2016).
Budowa konstrukcji była nadzorowana przez przyszłego szefa Projektu Manhattan, Leslie Grovesa. Użyto do niej 620 000 ton piasku i gruzu, który został wydobyty z dna rzeki Potomac, oraz 330 000 m³ betonu. Do budowy użyto minimalnej ilości stali, głównie ze względu na wojenne oszczędności tego materiału.
Jego nietypowy kształt wynika głównie z układu drogowego w miejscu jego budowy. Arlington Ridge Road i dojazd do Arlington Memorial Bridge przecinają się pod kątem 108°, który jest akurat kątem boków regularnego pięciokąta. Lokalizacja i niska konstrukcja budynku została wybrana przez prezydenta Franklina D. Roosevelta, który chciał uniknąć zakłócenia przez nowy budynek panoramy z dzielnicy rządowej Waszyngtonu w kierunku malowniczych okolic Cmentarza Arlington.
|  |  |  |

### Lata 60. XX w.

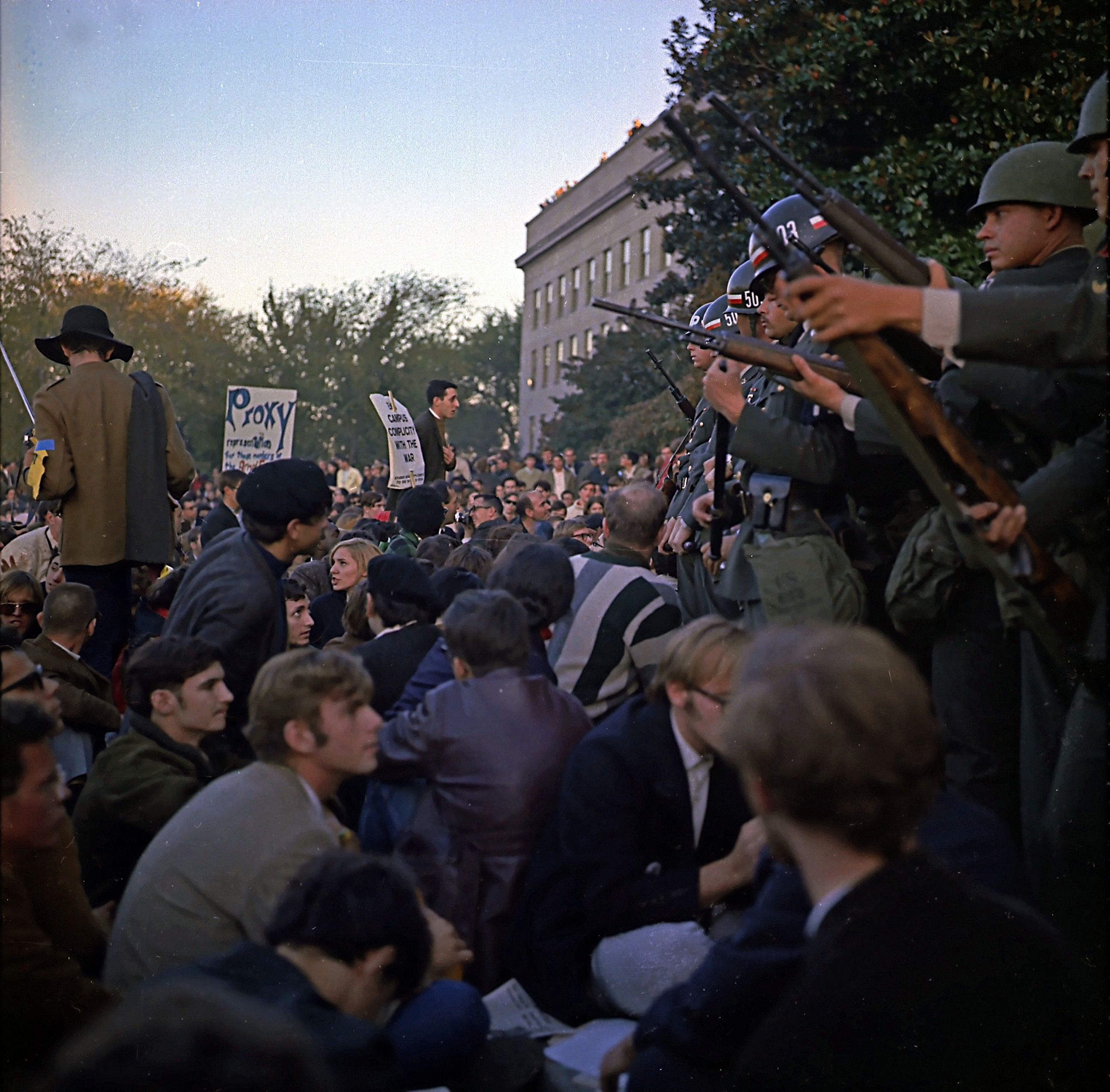
Manifestacja pokojowa 21 października 1967 przed głównym wejściem do Pentagonu

W latach 60. XX w. budynek Pentagonu był częstym miejscem protestów pokojowych w związku z udziałem Stanów Zjednoczonych w wojnie wietnamskiej. Najbardziej znany tego rodzaju protest miał miejsce 21 października 1967 i przeszedł do historii jako Marsz na Pentagon. Był on zorganizowany przez Youth International Party („Yippies”), która zebrała pod budynkiem 35 tys. osób. Do obrony budynku użyto ok. 2500 żołnierzy Military Police Corps.
Protestujący zbudowali pod Pentagonem rodzaj tymczasowej wioski, którą ogłosili strefą zdemilitaryzowaną i w której odbywały się koncerty muzyczne, publiczne dyskusje polityczne, wykłady liderów ruchu itp. akcje, typowe dla ruchu hippisowskiego. Liderem protestu był Abbie Hoffman, który zasłynął z próby dokonania „egzorcyzmowania złego ducha Pentagonu” poprzez medytację mającą doprowadzić do lewitowania nad budynkiem.

### Renowacja
Od 1998 Pentagon przechodził gruntowną renowację. Program renowacji zakładał jej zakończenie w 2010 i jest prowadzony stopniowo bez wyłączania całego budynku z użytku. W jego ramach sektor po sektorze budynku jest poddawany całkowitej przebudowie od wewnątrz, tak aby spełniał on współczesne standardy nowoczesnych budowli biurowych i zapewniał odpowiedni poziom bezpieczeństwa i wygody dla pracujących tu ludzi.

### 11 września 2001
Dokładnie w 60 lat od rozpoczęcia budowy Pentagonu, 11 września 2001 budynek został zaatakowany. Opanowany przez porywaczy odrzutowiec pasażerski Boeing 757 linii American Airlines, lot nr 77, uderzył w jedno ze skrzydeł budynku, powodując jego zawalenie się i śmierć 125 osób wewnątrz budynku i 64 w samolocie. W trakcie konferencji prasowej, która miała miejsce kilka dni po incydencie przedstawiono zapis wideo dokonany kilka minut po ataku przez sierżanta sztabowego Roberta Stenberga.
Przed 11 września 2001 stacja metra pod Pentagonem była bezpośrednio połączona schodami ruchomymi z głównym holem budynku. Po ataku schody te zostały zablokowane, a następnie w ramach renowacji zlikwidowano je całkowicie.
|  |  |  |

|  |  |

## Zwiedzanie
W 1976 w ramach programu American Bicentennial zaczęto oprowadzać po Pentagonie wycieczki z przewodnikiem. Były one dostępne dla każdego chętnego. Wycieczki te zostały wstrzymane po 11 września 2001 i przez długi czas były organizowane jedynie dla wybranych grup osób, takich jak weterani wojenni, po uprzednim uzgodnieniu tego z wyznaczonym urzędnikiem Pentagonu.
Budynek może zwiedzać każdy, także turyści nieposiadający obywatelstwa amerykańskiego. Jedynym krokiem przygotowawczym jest zapisanie się online na stronie Pentagonu na przynajmniej 5 dni przed planowaną wizytą.
Mimo że formalnie budynek znajduje się na terenie stanu Wirginia, ma on adres i kod pocztowy taki, jak gdyby był na terenie Waszyngtonu. Ma on 6 unikatowych kodów pocztowych dla każdego z departamentów, armii, marynarki, sił powietrznych, Korpusu Piechoty Morskiej, Połączonych Sztabów (Joint Staff) i Sekretariatu Obrony.